# Арзамасцево (Удмуртия)
Арзамасцево — село в Каракулинском районе Удмуртии. Административный центр Арзамасцевского сельского поселения.

## География
Село расположено на юго-востоке республики в пределах Сарапульской возвышенности, на расстоянии примерно в 14 километрах по прямой к северу от районного центра Каракулино, на реке Оска. В селе на реке имеется крупный пруд.

## Население
| 2010 | 2012 |
| ---- | ---- |
| 775  | ↘764 |

Национальный состав
Согласно результатам переписи 2002 года, русские составляли 74 % из 870 чел..

## Инфраструктура
Православный храм.
Сельское отделение почтовой связи Арзамасцево.
Личное подсобное хозяйство.

## Транспорт
Остановка общественного транспорта «Арзамасцево».
Выезд на автодорогу Сарапул — Каракулино.